# N122 (België)
De N122 is een gewestweg in de Belgische provincie Antwerpen. De weg verbindt Kapellen met Essen.

## Traject
De N122 loopt vanaf de N11 in Kapellen naar het noordoosten. Vanaf het Kalmthoutse dorp Heide loopt de N122 in noordelijke richting verder. De weg passeert verder door Kalmthout en komt iets ten noorden van Wildert samen met de N117. De weg heeft een totale lengte van ongeveer 15,4 kilometer. De weg loopt quasi parallel met Spoorlijn 12 Antwerpen - Lage Zwaluwe en kruist de spoorlijn enkele keren (1x gelijkgronds en 2x via een brug over de spoorlijn).

## Plaatsen langs de N122
- Kapellen
- Heide
- Kalmthout
- Wildert
- Essen